# Diana Chelaru
Diana Maria Chelaru (Onešti, 15 agosto 1993) è una ginnasta rumena.
È stata medagliata mondiale, olimpica e europea. Dopo le Olimpiadi di Londra 2012 ha deciso di ritirarsi dalla ginnastica di alto livello per gareggiare a livello nazionale.

## Carriera sportiva
Il suo debutto da senior arriva nel 2009 nell'all around dei Campionati Europei, dove però non brilla. Disputa una discreta gara in Coppa del Mondo a Glasgow senza però vincere medaglie, il che si ripete ai Campionati Mondiali. Vince però argenti e bronzi individuali verso la fine dell'anno in gare tenutesi in Svizzera come i Memorial Blume e Gander.
Nel 2010 vince due bronzi agli Europei di Birmingham. Una buona performance anche alla tappa di Coppa del Mondo di Ghent l'aiuta a guadagnarsi un posto nella squadra dei Mondiali di Rotterdam insieme a Ana Porgras, Sandra Izbașa, Raluca Haidu e Gabriela Drãgoi. La squadra rumena si piazza quarta e Diana vince un argento al corpo libero a pari merito con Alija Mustafina.
Nel 2011 vince un argento agli Europei di Berlino 2011, dietro alla compagna di squadra Sandra Izbașa. Vince inoltre due bronzi in Coppa del Mondo a Parigi. Viene convocata per i Mondiali di Tokyo 2011 insieme a Ana Porgras, Diana Bulimar, Catalina Ponor, Raluca Haidu e Amelia Racea. La squadra rumena si piazza ancora una volta quarta. Diana non si qualifica alla finale al corpo libero, ma a causa degli infortuni di Vanessa Ferrari, della compagna di squadra Diana Bulimar e del fatto che gli allenatori russi rimpiazzarono Viktorija Komova con Ksenija Afanas'eva, Diana, la Afanas'eva ed Elizabeth Tweedle gareggiano nonostante il piazzamento da riserve.
Nel 2012 la Chelaru gareggia nell'American Cup dove si piazza quinta. Buone performance nell'anno olimpico l'aiutano a guadagnarsi una convocazione per le Olimpiadi di Londra. Nelle qualifiche gareggia su tutti gli attrezzi eccetto la trave ma non si qualifica a nessuna finale eccetto quella a squadre, dove gareggerà solo sulle parallele per aiutare la Romania a vincere una medaglia di bronzo.